# Sunless Skies
Sunless Skies es un videojuego indie de rol, exploración y estética gótica de un jugador desarrollado por Failbetter Games, creadores también de Fallen London y Sunless Seas, compartiendo universo con estos. Parte de la financiación de este juego llegó de la mano de una campaña de Kickstarter, llegando a alcanzar el acceso anticipado en 2017 y su lanzamiento el 31 de enero de 2019.

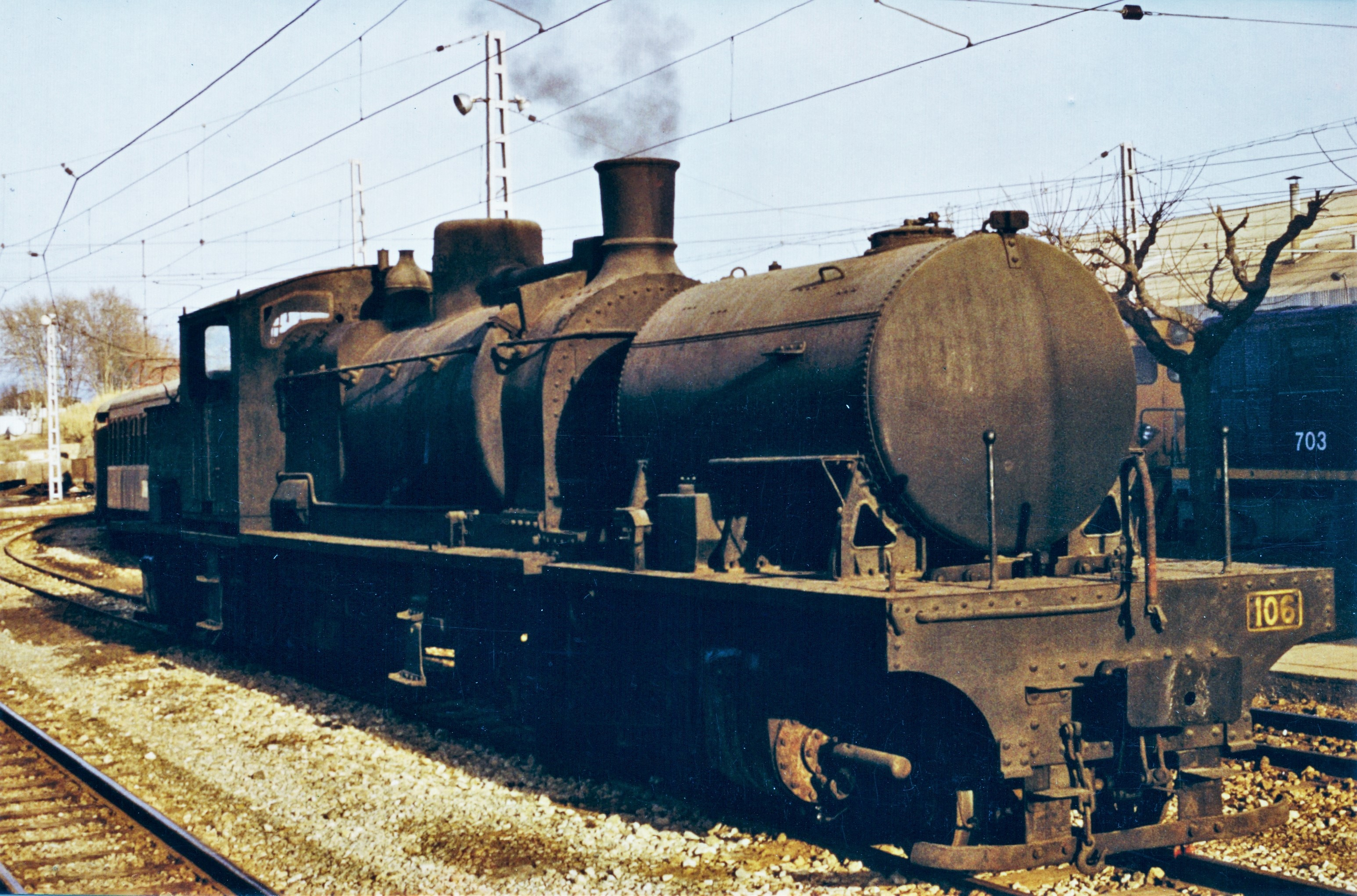
Las locomotoras de vapor son el instrumento usado por el jugador para poder moverse a través del entorno

## Jugabilidad
En este juego eres el capitán de una locomotora voladora que debe surcar los cielos para resolver sus misterios, llevar a cabo misiones, y cumplir tu meta como capitán (esta última varía dependiendo de tu elección al comenzar con dicho personaje). Para ello se necesita tanto combustible para mantener en movimiento la máquina, raciones para abastecer a tu tripulación y el número de miembros de dicha tripulación. Estos recursos se irán consumiendo a lo largo de tus viajes y durante eventos, por lo que necesitaras reabastecerte en los distintos lugares que encuentres, y no son gratis, necesitaras manejar tu saldo mediante misiones, vendiendo objetos, lugares de interés, eventos, o acabando con los distintos enemigos que te encuentres en tus viajes.
En cuanto al buque que navegas, tienes dos espacios para armas y el resto para mejoras de la nave (herramientas, casco, capacidad de carga,...) cuyo número de espacios varían entre cada una de las disponibles en el juego.
El cielo alberga numerosos peligros que pueden destruir tu vehículo o influir terror en tu tripulación, causando un motín entre distintos eventos. Esto resultará en la muerte de tu capitán, perdiendo el progreso del personaje, misiones no finalizadas y parte del equipamiento, carga de la nave y dinero (a menos que cargues desde la última vez que dejaste un puerto).
En los distintos eventos que te encuentres, tendrás la opción de elegir tus distintas acciones. Tu probabilidad de éxito depende de las habilidades del personaje ("iron", "veils", "hearts" y "mirrors").

## Escenario
Existen 4 zonas a explorar, todas con su propio mapa:
- The Reach, la zona inicial repleta de entornos salvajes hostiles.
- Albion, una zona industrializada donde se halla la capital del imperio.
- Eleutheria, una zona oscura, tenebrosa y llena de peligros.
- The Blue Kingdom, repleto de las almas de los muertos.

## Desarrollo
El juego fue anunciado en la EGX expo de 2016. En febrero de 2017, el estudio lanzó en Kickstarter una campaña para conseguir fondos para el proyecto. Failbetter estimó el coste total de desarrollo a situarse alrededor de £330,000. A pesar de que se marcó una meta inicial de £100,000, se llegaron a recaudar £377,000.
El juego fue desarrollado con el motor de videojuegos Unity  y la plataforma narrativa propia de Failbetter, StoryNexus.

### Lanzamiento
El juego fue planeado para lanzarse en mayo de 2017 en acceso anticipado y de forma completa en mayo de 2018, para los sistemas de ordenador Linux, macOS y Windows.  Fue inicialmente postpuesto para septiembre de 2018, y finalmente para enero de 2019.

### Sovereign Edition
Failbetter anunció el 19 de octubre de 2019 que la última actualización de Sunless Skies sería Sunless Skies: Sovereign Edition, una versión definitiva del juego que contendría todo contenido previo además de nuevos eventos narrativos y mejoras en la jugabilidad. Poseedores de la versión de PC obtendrían la actualización Sovereign Edition de forma gratuita, y el juego completo incluyendo todo el contenido postlanzamiento en su estreno simultáneo para PlayStation 4, Xbox One, y Nintendo Switch. La Sovereign Edition fue planeada originalmente ser lanzada  en la primera mitad de 2020, pero fue atrasada a una fecha entre agosto y septiembre de 2020 antes de ser atrasada de forma indefinidamente debido a problemas causados con la versión para consolas. El 29 de enero de 2021, Failbetter anunció que la fecha de lanzamiento más cercana posible sería marzo de 2021, pero resaltó que esta no era una fecha fija. El 28 de abril de 2021, Failbetter marcó como fecha de lanzamiento el 19 de mayo, denotando que esta fecha se podría atrasar si surgieran nuevos problemas con la versión para consolas. Sunless Skies: Sovereign Edition fue lanzada el 19 de mayo de 2021.

## Recepción
Con el lanzamiento de enero de 2019, Sunless Skies fue elogiado por la crítica, reciviendo en Metacritic una puntuación de 87 y valoraciones 'generalmente favorables'. PC Gamer lo denominó "Un juego que te da  un puñado de extrañas y maravillosas historias que contar, incluso cuando fallas miserablemente", alabando la rejugabilidad del juego y su guion. GameSpot, en cambio, criticó al juego por sus repetitivas historias iniciales y combate ininteresante mientras que páginas españolas como 3DJuegos marcaron como punto en contra la falta de traducción, estando disponible el juego únicamente en inglés.

### Premios
Aún en desarrollo, el juego fue nominado para la categoría "Guión o Diseño Narrativo" en la Develop Awards de 2018. Después de su lanzamiento, fue nominado a "Mejor Narrativa", "Mejor IP Original", y a "Juego del Año" en los premios Develop:Star Awards; a "Premio por la Creatividad", "Mejor Juego po un Estudio Pequeño", y "Mejor Juego de Rol" en los premios The Independent Game Developers' Association ; a "Mejor Narrativa", "Mejor Juego Indie", y "Juego de PC del Año" en los Golden Joystick Awards; al Off Broadway Award por Mejor Juego Indie en los Game Awards de Nueva York, y al "Videojuego, Franquicia de Rol" en los NAVGTR Awards.